# Ozero Mezjno
Ozero Mezjno (ryska: Озеро Межно) är en sjö i Belarus.   Den ligger i voblasten Vitsebsks voblast, i den norra delen av landet, 230 km norr om huvudstaden Minsk. Ozero Mezjno ligger 141 meter över havet. Arean är 0,82 kvadratkilometer. Den sträcker sig 2,6 kilometer i nord-sydlig riktning, och 1,2 kilometer i öst-västlig riktning.
I omgivningarna runt Ozero Mezjno växer i huvudsak blandskog. Runt Ozero Mezjno är det ganska tätbefolkat, med 72 invånare per kvadratkilometer.